# Alepocephalidae
Alepocephalidae – rodzina morskich ryb z rzędu Alepocephaliformes, wcześniej zaliczana do srebrzykokształtnych (Argentiniformes). Obejmuje około 100 gatunków. Zwykle spotykane są na głębokościach ponad 1000 m. Przykładowym przedstawicielem jest alepocefal (Alepocephalus bairdii).

## Występowanie
Wszystkie oceany, najczęściej na głębokościach przekraczających 1000 m.

## Cechy morfologiczne
Płetwa grzbietowa ułożona jest naprzeciwko odbytowej, obydwie przesunięte są ku nasadzie ogona. Zęby zwykle małe. Liczne i długie wyrostki filtracyjne. W skórze występują fotofory. 5–8 (12 u Bathyprion) promieni podskrzelowych (branchiostegalnych). W płetwach piersiowych występuje 7–18 promieni. U niektórych gatunków brak łusek.

## Klasyfikacja
Rodzaje zaliczane do tej rodziny:
Alepocephalus – Asquamiceps – Aulastomatomorpha – Bajacalifornia – Bathylaco – Bathyprion – Bathytroctes – Conocara – Einara – Herwigia – Leptoderma – Microphotolepis – Mirognathus – Narcetes – Photostylus – Rinoctes – Rouleina – Talismania – Xenodermichthys
Rodzajem typowym jest Alepocephalus.